# Reumatologie

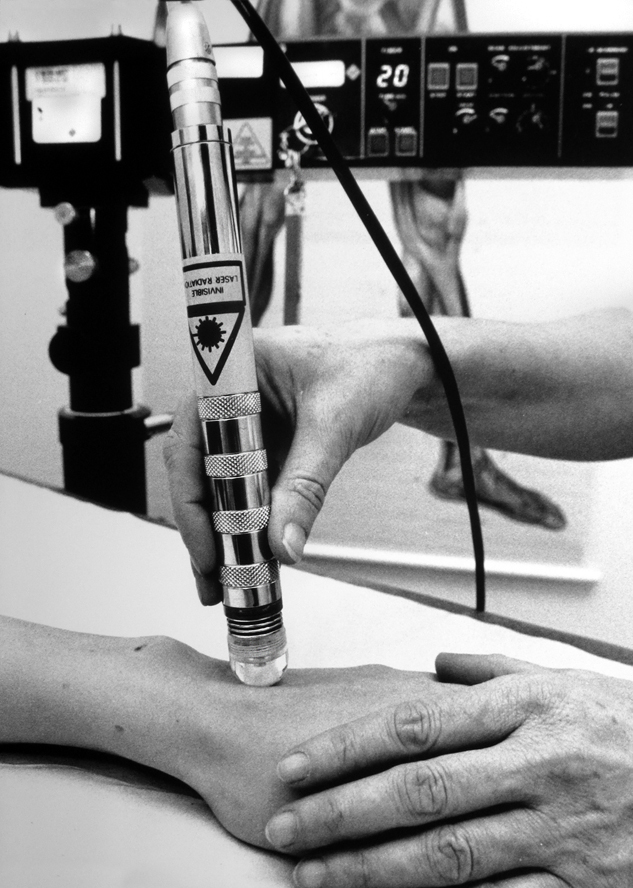

Reumatologie is een geneeskundig specialisme, met als doelgroep reumatische aandoeningen.
Onder de noemer reuma kan men meer dan tweehonderd verschillende ziektes plaatsen. Het omvat een diverse groep van ziekten en aandoeningen die pijn, zwelling en/of misvormingen veroorzaken in het bewegingsapparaat: de gewrichten, de gewrichtskapsels, de spieren, de pezen, de slijmbeurzen en het bot. Het is dus ook fout om te zeggen dat iemand reuma heeft.
In grote lijnen zijn de reumatische aandoeningen onder te verdelen in vijf grote groepen:
1. Artrose
2. Auto-immuun of ontstekingsreuma
3. Jicht
4. Osteoporose
5. Wekedelenreuma

## Beroepsvereniging / wetenschappelijke vereniging
De Nederlandse Vereniging voor Reumatologie (NVR) is de wetenschappelijke vereniging voor personen die beroepsmatig betrokken zijn bij zorg, onderwijs en onderzoek t.b.v. patiënten met reumatische ziekten. Ze houden zich dagelijks bezig met patiënten die een reumatische ziekte hebben. Deze vereniging is gevestigd in Utrecht. 
In België zijn de wetenschappelijke vereniging en beroepsvereniging voor reumatologie samengebracht binnen de Koninklijke Belgische Vereniging voor Reumatologie (KBVR). Deze vereniging is gevestigd in Zaventem.